# コスケンコルヴァ

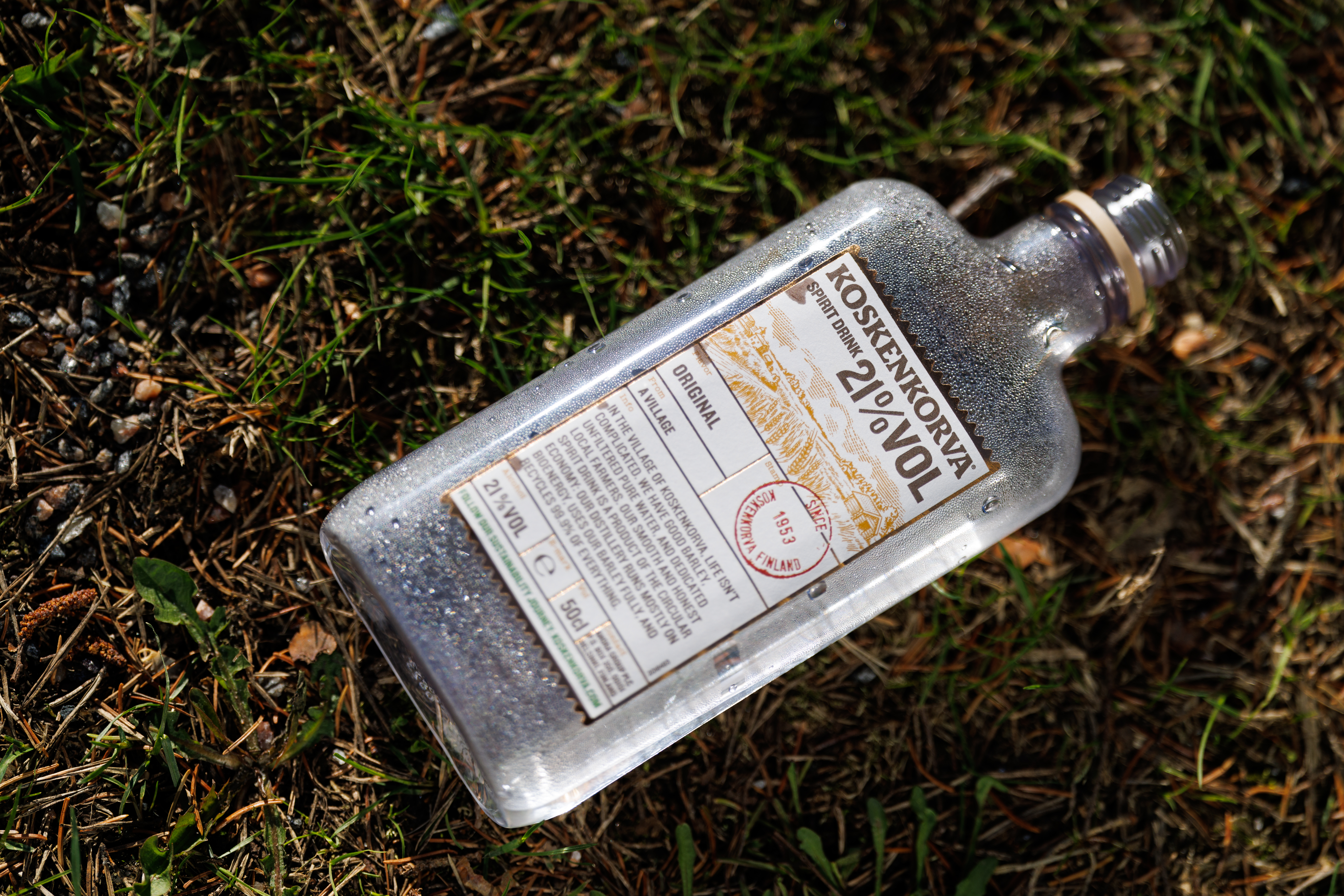
コスケンコルヴァの市販ボトルの例

コスケンコルヴァ（芬: Koskenkorva）、コスケンコルバ・ヴィーナ（芬: Koskenkorva Viina）はフィンランドの伝統的な蒸留酒。
当初はジャガイモを原料として作られていたが、現在では大麦を原料としている。

## 概要
イルマヨキのコスケンコルヴァ村の蒸留所でアノーラ・グループによって醸造され、ヌルミヤルヴィのラヤマキで瓶詰されている。
高純度工業用エタノールを生産するために設計された200段階の連続式蒸留機を使用して生産された穀物アルコールは、コスケンコルヴァ村の湧き水で希釈され、砂糖が加えられる。コスケンコルヴァは、フィンランド以外では一般的にウォッカに分類されるが、フィンランドではウォッカではなくヴィーナと分類される。一般的なウォッカでは「重要な工程」とされる活性炭でのろ過工程は存在していないのが特徴。しかし、EUの規制によって、製品ラベルに「ウォッカ（VODKA）」と記載されることもあり、フィンランド国外向けの製品は「コスケンコルバ・ウォッカ（Koskenkorva Vodka）」となる。また、フィンランド国内向け製品がアルコール度数は38%なのに対し、国外向け製品は40%や60%となる。

## バリエーション
ほぼ無味の通常品の他に、いろいろなバリエーションが製品化されている。最も有名なのはサルミアッキを添加したサルミアッキ・コスケンコルヴァであり、この他にライ麦を原料にしたもの、バニラで風味付けしたものがある。
世界130ヶ国以上で販売されているプレミアムウォッカのフィンランディアはコスケンコルヴァと同じ製法で作られている（ただし、砂糖は添加されない）。

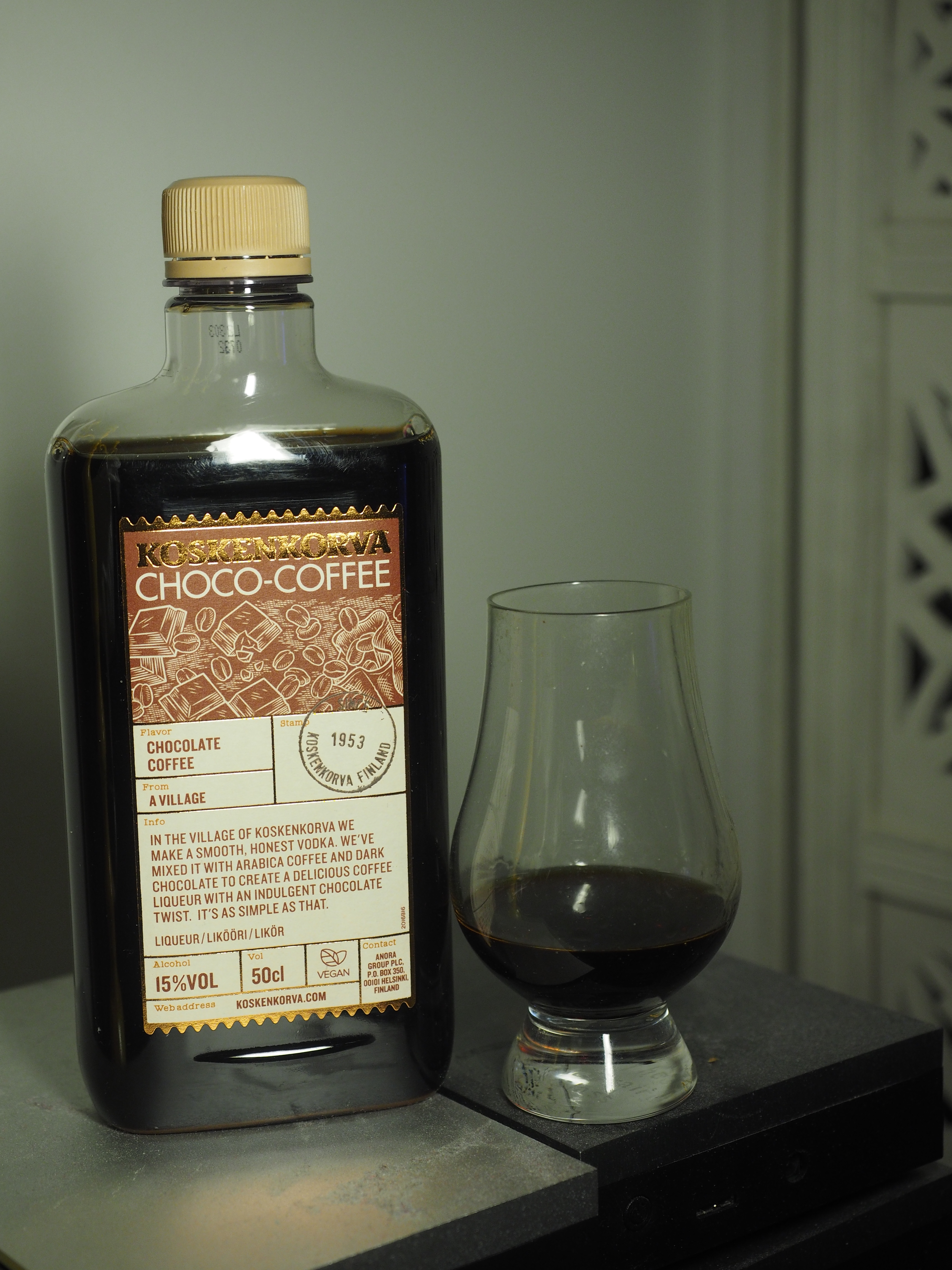
チョコ・コーヒー風味コスケンコルヴァ
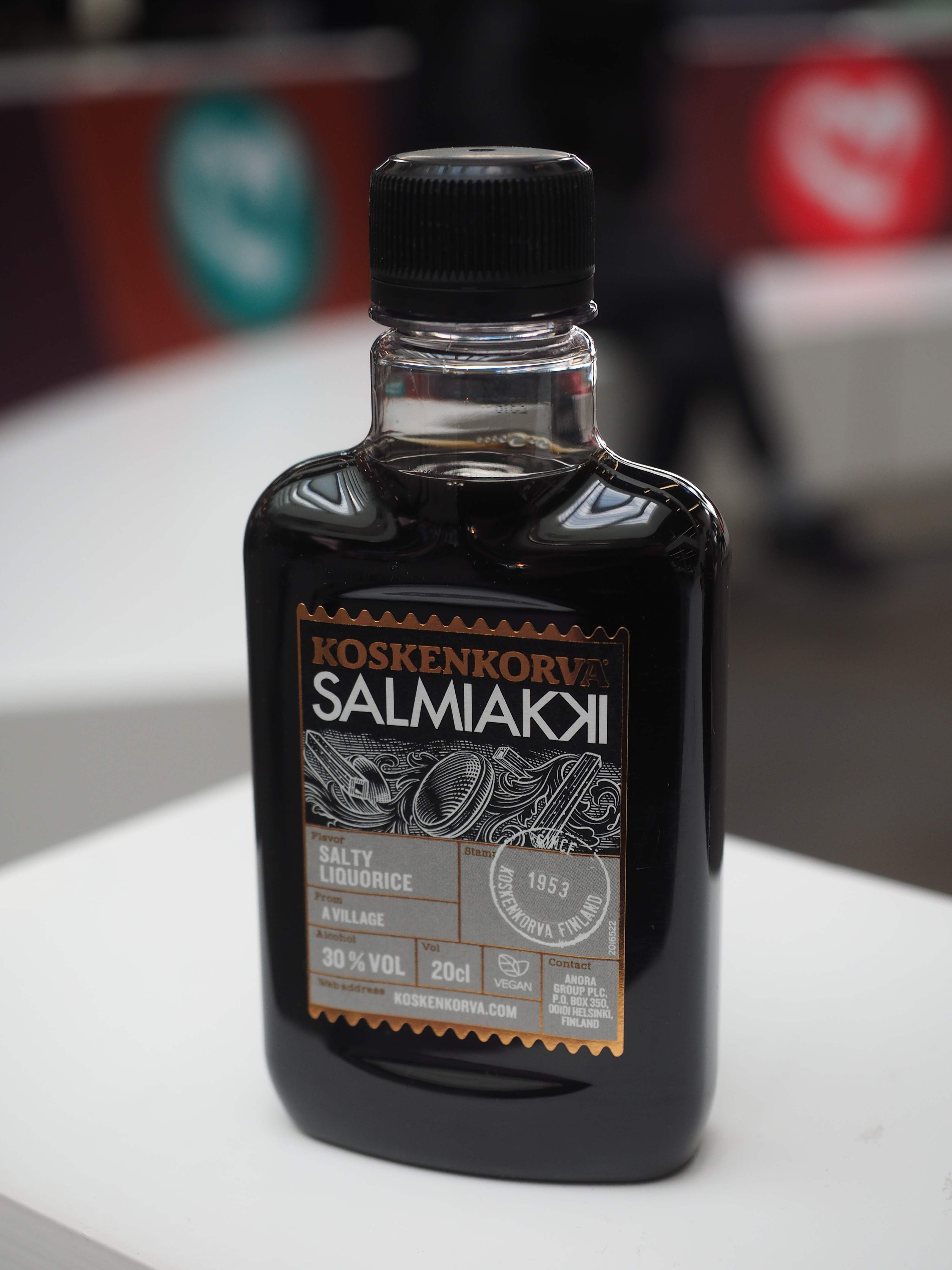
サルミアッキ・コスケンコルヴァ

## 利用シーン
一般的にコスケンコルヴァは冷やして飲まれる。ストレートで飲まれる他、コーラで割った「コスコラ（Kossukola）」、炭酸水で割った「コッスヴィシー（Kossuvissy）」と呼ばれる飲み方がされる。オレンジジュースで割ったカクテルはウォッカ同様に「スクリュー・ドライバー」となり、エナジードリンクで割る飲み方もされる。サルミアッキのキャンディーと共に飲んだり、粉砕したサルミアッキキャンディーを混ぜる飲み方も人気があり、サルミアッキを粉砕する専用のミキサーも販売されている。粉末にしたフィッシャーマンズ・フレンド（強力ミント系トローチ）を混ぜる飲み方は、ヘルシンキの俗語で魚（Fish）を意味する「フィス（Fisu）」と呼ばれる。

## ジョーク
一般的にコスケンコルヴァは冷凍庫で冷やして保存されている。フィンランドの気温が非常に低いことのジョークとして「気温が摂氏マイナス70度になると、コスケンコルヴァが凍結するために屋外で保管できなくなり、フィンランド人はいらいらし始める」というのがある。併せて、「（マイナス50度程度では）暖冬ということで延期していたサバイバル訓練をフィンランド軍が再開し始める」気温でもある。